# Marta Kuszewska
Marta Kuszewska (ur. 25 marca 1976 w Tychach) – polska scenarzystka, poetka i pisarka. Absolwentka Instytutu Lingwistyki Stosowanej na Uniwersytecie Warszawskim.

## Filmografia

### Scenariusz
- M jak miłość (2000–2010)